# La Quina
La Quina és un jaciment prehistòric situat al comú de Gardes-le-Pontaroux, França, a una vintena de quilòmetres d'Angulema, al departament de la Charanta.
Entre el 1808 i el 1965, hom hi descobrí nombroses restes del Neandertal i de fauna contemporània d'aquest, així com una important indústria lítica i òssia, que contribuí decisivament al coneixement del període mosterià i del Paleolític superior. S'estén uns 700 metres i té dues piscines, l'estació d'aigües amunt i aigües avall de l'estació. Va ser ocupada durant el Paleolític mitjà (mosterià) i principis del Paleolític superior (châtelperronià, aurinyacià). El dipòsit de Quina ha estat classificat com a Monument històric per decret del 14 febrer 1984.
Conegut des del 1872 i tallat per una carretera el 1881, els dipòsits de la Quina van ser adquirits per Léon Henri-Martin el 1905. El metge, conegut com el doctor Henri-Martin, excavà els dipòsits des del 1906 fins al 1936. La seva filla, Germaine Henri-Martin, va continuar el seu treball des del 1953 fins al 1965. El 1985, A. Jelinek, A. Debénath i H. Dibble van iniciar-hi noves excavacions.

## Troballes arqueològiques

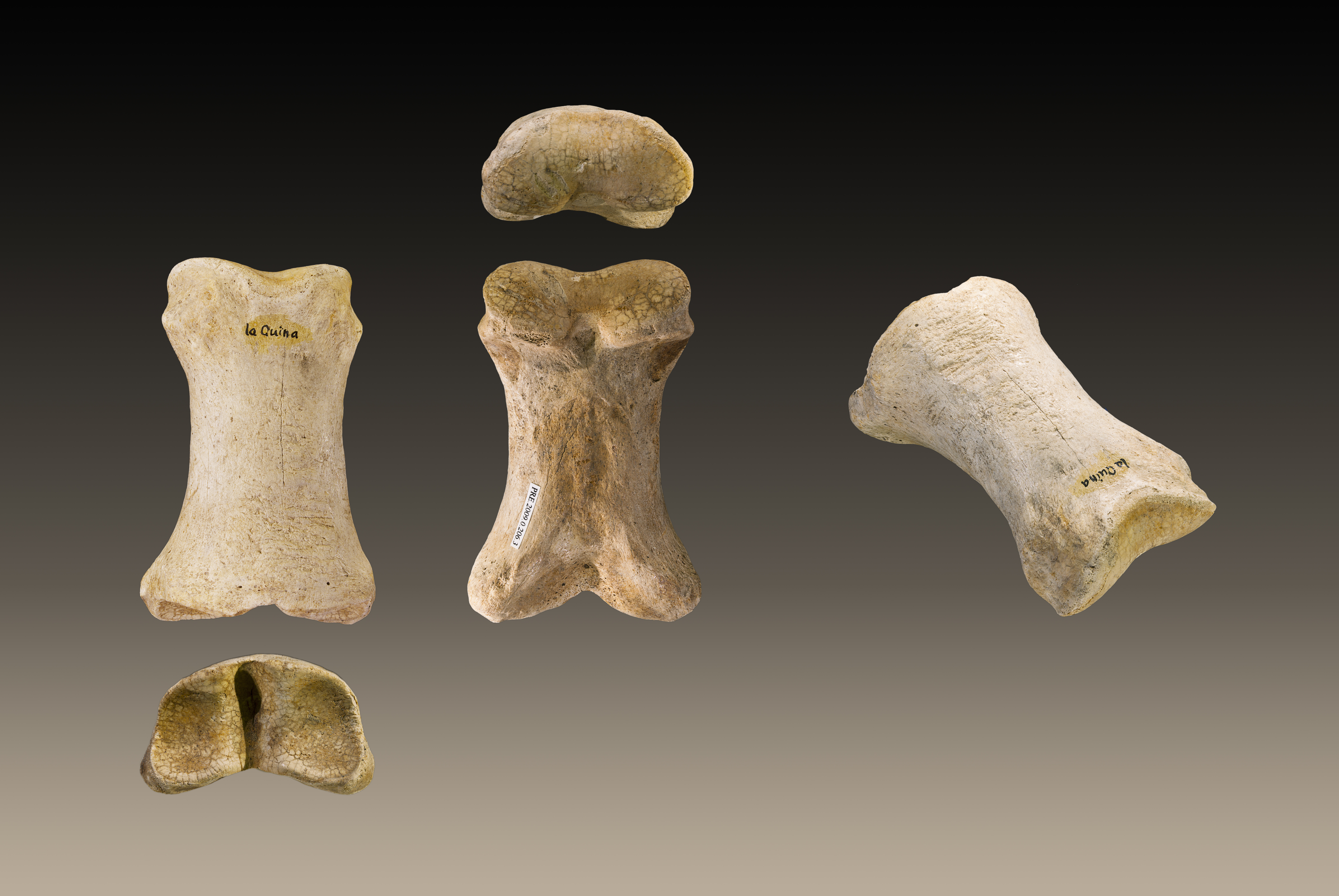
Ossos de La Quina (Museu de Tolosa)

El primer dipòsit està format, essencialment, per indústries lítiques del mosterià. Aquest és el dipòsit de fàcies del mateix nom, anomenat "mosterià del tipus La Quina", que es caracteritza per l'abundància de raspadors convexos escatosos, amb retocs escalariformes ("retoc Quina"), de talls curts i gruixuts. La seqüència acaba amb una indústria mosteriana denticulada, datada amb uns 43.000 ± 3.600 anys per la tècnica de la termoluminescència.
Als nivells mosterians, apareixen nombroses restes de fauna (gran bòvids, cavalls, rens), i alguns presenten restes de l'acció humana, com ha descrit L. Henri-Martin.
En aquest dipòsit, també es van descobrir les restes de 27 individus amb les característiques d'Homo neanderthalensis. Almenys un d'aquests individus es va beneficiar d'un enterrament primari: va ser descobert el 1911 i és un adult, probablement una dona (La Quina 5). També s'ha descobert l'esquelet d'un nen neandertal d'uns vuit anys (La Quina 18).